# Caldas de Reis
Pour les articles homonymes, voir Caldas (homonymie).
Caldas de Reis est une commune, chef-lieu de la comarque de Caldas, dans la province de Pontevedra, en Galice (Espagne).
Caldas de Reis est reconnu pour être un point d'étape du Camino portugués en direction de Saint-Jacques-de-Compostelle.
Caldas de Reis est également une ville où on peut pratiquer le Thermalisme

## Paroisses (Parroquias)
- Arcos da Condesa (Santa Mariña)
- Bemil (Santa María)
- Caldas de Reyes (San Tomé)
- Caldas de Reyes (Santa María)
- Carracedo (Santa Mariña)
- Godos (Santa María)
- Saiar (Santo Estevo)
- San Clemente de Cesar (San Clemente)
- Santo André de Cesar (Santo André)